# Atletismo nos Jogos Olímpicos de Verão de 1984 - Maratona masculina
A competição da maratona masculina nos Jogos Olímpicos de Verão de 1984 aconteceu no domingo, dia 12 de agosto de 1984, tendo tido o seu início às 17:00 horas locais. Estavam inscritos 107 atletas de 59 países, mas apenas 78 completaram a prova.

## Medalhistas
| Ouro   | POR Carlos Lopes     |
| Prata  | IRL John Treacy      |
| Bronze | GBR Charles Spedding |

## Recordes
Antes desta competição, os recordes mundiais e olímpicos da prova eram os seguintes:
| Tipo | Atleta              | Tempo     | Local    | Data                  |
| ---- | ------------------- | --------- | -------- | --------------------- |
|      | Robert de Castella  | 2:08:18 h | Fukuoka  | 6 de dezembro de 1981 |
|      | Waldemar Cierpinski | 2:09:55 h | Montréal | 31 de julho de 1976   |

## Resultados finais
| #                 | Atleta                   | País                      | Tempo   | Notas |
| ----------------- | ------------------------ | ------------------------- | ------- | ----- |
| Medalha de ouro   | Carlos Lopes             | Portugal                  | 2:09:21 | OR    |
| Medalha de prata  | John Treacy              | Irlanda                   | 2:09:56 |       |
| Medalha de bronze | Charles Spedding         | Reino Unido               | 2:09:58 |       |
| 4                 | Takeshi So               | Japão                     | 2:10:55 |       |
| 5                 | Robert de Castella       | Austrália                 | 2:11:09 |       |
| 6                 | Juma Ikangaa             | Tanzânia                  | 2:11:10 |       |
| 7                 | Joseph Nzau              | Quênia                    | 2:11:28 |       |
| 8                 | Djama Robleh             | Djibuti                   | 2:11:39 |       |
| 9                 | Jerry Kiernan            | Irlanda                   | 2:12:20 |       |
| 10                | Rod Dixon                | Nova Zelândia             | 2:12:57 |       |
| 11                | Pete Pfitzinger          | Estados Unidos            | 2:13:53 |       |
| 12                | Hugh Jones               | Reino Unido               | 2:13:57 |       |
| 13                | Jorge González           | Porto Rico                | 2:14:00 |       |
| 14                | Toshihiko Seko           | Japão                     | 2:14:13 |       |
| 15                | Alberto Salazar          | Estados Unidos            | 2:14:19 |       |
| 16                | Mehmet Terzi             | Turquia                   | 2:14:20 |       |
| 17                | Shigeru So               | Estados Unidos            | 2:14:38 |       |
| 18                | Ralf Salzmann            | Alemanha Ocidental        | 2:15:29 |       |
| 19                | Henrik Jørgensen         | Dinamarca                 | 2:15:55 |       |
| 20                | Ahmed Salah              | Djibuti                   | 2:15:59 |       |
| 21                | Agapius Masong           | Tanzânia                  | 2:16:25 |       |
| 22                | Gidamis Shahanga         | Tanzânia                  | 2:16:27 |       |
| 23                | Elói Schleder            | Brasil                    | 2:16:35 |       |
| 24                | Karel Lismont            | Bélgica                   | 2:17:07 |       |
| 25                | Allan Zachariasen        | Dinamarca                 | 2:17:10 |       |
| 26                | Michail Koussis          | Grécia                    | 2:17:38 |       |
| 27                | Pertti Tiainen           | Finlândia                 | 2:17:43 |       |
| 28                | Alain Lazare             | França                    | 2:17:52 |       |
| 29                | Vincent Ruguga           | Uganda                    | 2:17:54 |       |
| 30                | Armand Parmentier        | Bélgica                   | 2:18:10 |       |
| 31                | César Mercado            | Porto Rico                | 2:19:09 |       |
| 32                | Omar Abdillahi Charmarke | Djibuti                   | 2:19:11 |       |
| 33                | Øyvind Dahl              | Noruega                   | 2:19:28 |       |
| 34                | Derek Froude             | Nova Zelândia             | 2:19:44 |       |
| 35                | Giovanni d:Aleo          | Itália                    | 2:20:12 |       |
| 36                | Jesús Herrera            | México                    | 2:20:33 |       |
| 37                | Lee Hong-yeol            | Coreia do Sul             | 2:20:56 |       |
| 38                | Juan Camacho             | Bolívia                   | 2:21:04 |       |
| 39                | Cor Vriend               | Países Baixos             | 2:21:08 |       |
| 40                | Frans Ntaole             | Lesoto                    | 2:21:09 |       |
| 41                | Johan Geirnaert          | Bélgica                   | 2:21:35 |       |
| 42                | Jacques Boxberger        | França                    | 2:22:00 |       |
| 43                | Marco Marchei            | Itália                    | 2:22:38 |       |
| 44                | Art Boileau              | Canadá                    | 2:22:43 |       |
| 45                | Samuel Hlawe             | Essuatíni                 | 2:22:45 |       |
| 46                | Baikuntha Manandhar      | Nepal                     | 2:22:52 |       |
| 47                | Ahmed Mohamed Ismail     | Somália                   | 2:23:27 |       |
| 48                | Chae Hong-nak            | Coreia do Sul             | 2:23:33 |       |
| 49                | Joseph Otieno            | Quênia                    | 2:24:13 |       |
| 50                | Bruno Lafranchi          | Suíça                     | 2:24:38 |       |
| 51                | Dick Hooper              | Irlanda                   | 2:24:41 |       |
| 52                | Derrick Adamson          | Jamaica                   | 2:25:02 |       |
| 53                | Claudio Cabán            | Porto Rico                | 2:27:16 |       |
| 54                | Marc Agosta              | Luxemburgo                | 2:27:41 |       |
| 55                | Wilson Theleso           | Botswana                  | 2:29:20 |       |
| 56                | Alejandro Silva          | Chile                     | 2:29:53 |       |
| 57                | Chen Chang-ming          | Taipé Chinesa             | 2:29:53 |       |
| 58                | Kim Won-sik              | Coreia do Sul             | 2:30:57 |       |
| 59                | Rubén Aguiar             | Argentina                 | 2:31:18 |       |
| 60                | Sabag Shemtov            | Israel                    | 2:31:34 |       |
| 61                | Vincent Rakabaele        | Lesoto                    | 2:32:15 |       |
| 62                | Marios Kassianidis       | Chipre                    | 2:32:51 |       |
| 63                | Arjun Pandit             | Nepal                     | 2:32:53 |       |
| 64                | Ismael Mahmoud Ghassab   | Jordânia                  | 2:33:30 |       |
| 65                | Alain Bordeleau          | Canadá                    | 2:34:27 |       |
| 66                | Tau John Tokwepota       | Papua-Nova Guiné          | 2:36:36 |       |
| 67                | Patric Nyambariro-Nhauro | Zimbabwe                  | 2:37:18 |       |
| 68                | Kimurgor Ngeny           | Quênia                    | 2:37:19 |       |
| 69                | Amiri Yadav              | Nepal                     | 2:38:10 |       |
| 70                | Adolphe Ambowode         | República Centro-Africana | 2:41:26 |       |
| 71                | Carlos Ávila             | Honduras                  | 2:42:03 |       |
| 72                | Jules Randrianarivelo    | Madagáscar                | 2:43:05 |       |
| 73                | Abdul Lahij Ahmed        | Somália                   | 2:44:39 |       |
| 74                | George Mambosasa         | Malawi                    | 2:46:14 |       |
| 75                | Marlon Williams          | Ilhas Virgens Americanas  | 2:46:50 |       |
| 76                | Johnson Mbangiwa         | Botswana                  | 2:48:12 |       |
| 77                | Leonardo Illut           | Filipinas                 | 2:49:39 |       |
| 78                | Dieudonné LaMothe        | Haiti                     | 2:52:18 |       |
| —                 | Awadh Al-Sameer          | Omã                       | DNF     |       |
| —                 | Ahmet Altun              | Turquia                   | DNF     |       |
| —                 | Dave Edge                | Canadá                    | DNF     |       |
| —                 | Matthews Kambale         | Malawi                    | DNF     |       |
| —                 | Ronald Lanzoni           | Costa Rica                | DNF     |       |
| —                 | Bigboy Matlapeng         | Botswana                  | DNF     |       |
| —                 | Tommy Persson            | Suécia                    | DNF     |       |
| —                 | Kjell-Erik Ståhl         | Suécia                    | DNF     |       |
| —                 | Domingo Tibaduiza        | Colômbia                  | DNF     |       |
| —                 | Rodolfo Gómez            | México                    | DNF     |       |
| —                 | Gerard Nijboer           | Países Baixos             | DNF     |       |
| —                 | Gerhard Hartmann         | Áustria                   | DNF     |       |
| —                 | Omar Aguilar             | Chile                     | DNF     |       |
| —                 | Filippos Filippou        | Chipre                    | DNF     |       |
| —                 | Juan Carlos Traspaderne  | Espanha                   | DNF     |       |
| —                 | Santiago de la Parte     | Espanha                   | DNF     |       |
| —                 | Geoff Smith              | Reino Unido               | DNF     |       |
| —                 | Nimley Twegbe            | Libéria                   | DNF     |       |
| —                 | Miguel Angel Cruz        | México                    | DNF     |       |
| —                 | Cor Lambregts            | Países Baixos             | DNF     |       |
| —                 | Stig Roar Husby          | Noruega                   | DNF     |       |
| —                 | Cidálio Caetano          | Portugal                  | DNF     |       |
| —                 | Delfim Moreira           | Portugal                  | DNF     |       |
| —                 | Ibrahim Al-Taher         | Catar                     | DNF     |       |
| —                 | Mehmet Yurdadön          | Turquia                   | DNF     |       |
| —                 | Wilson Achia             | Uganda                    | DNF     |       |
| —                 | John Tuttle              | Estados Unidos            | DNF     |       |
| —                 | Masini Situ-Kumbanga     | Zaire                     | DNF     |       |
| —                 | Tommy Lazarus            | Zimbabwe                  | DNF     |       |
| —                 | Martti Vainio            | Finlândia                 | DNS     |       |

Legenda
| Recorde mundial      | Recorde mundial (World record)               |                       | Recorde africano                      | Recorde africano (African) |                                           | Q | Classificado por posição (Qualified) |
| Recorde olímpico     | Recorde olímpico (Olympic record)            | Recorde da América    | Recorde da América (Americas)         | q                          | Classificado por melhor tempo (Qualified) |   |                                      |
| Melhor marca do ano  | Melhor marca do ano (World leading)          | Recorde asiático      | Recorde asiático (Asian)              | DNS                        | Não largou (Did not start)                |   |                                      |
| Recorde nacional     | Recorde nacional (National record)           | Recorde europeu       | Recorde europeu (European)            | DNF                        | Não terminou (Did not finish)             |   |                                      |
| Recorde pessoal      | Recorde pessoal do atleta (Personal best)    | Recorde da Oceania    | Recorde da Oceania (Oceania)          | DSQ / DQ                   | Desclassificado (Disqualified)            |   |                                      |
| Recorde da temporada | Recorde da temporada do atleta (Season best) | Recorde sul-americano | Recorde sul-americano (South America) | NM                         | Sem marca (No mark)                       |   |                                      |